# 炭黑
碳煙（英語：carbon black），又稱為炭黑，為在空氣不足的情況下燃燒碳氫化合物得到極細微碳黑粉，再與廢氣分離後所得之純黑粉末。

## 概要
碳煙的原料為塔底油和雜酚油，一般來說2.2公噸的原料可製造出一公噸的碳煙。現階段除了中國外，印度等國家的碳煙廠仍舊以塔底油為原料來源，因此碳煙的價格與原油息息相關。
由於碳煙可以增加橡膠製品的抗張強度、硬度、抗撕裂性、耐磨性等性質，故主要用作橡膠的補強劑，其中尤以輪胎為最。碳煙與彈性體結合時形成無限網狀交叉結構，稱之為凝碳膠（carbon gel），此結構的強度便決定彈性體的特性。
此外，碳煙的顏色極黑，被覆力極強，也是理想的黑色顏料。根據美國市場研究機構弗里多尼亞集團（Freedonia Group）的調查，全世界的碳煙有67%被用來製造輪胎，24%用來製造橡膠管、輸送帶等橡膠製品，其餘9%則用於油墨、染料、油漆等產品。
碳黑是由平均直径为5~30nm的球状或链状粒子聚积而成的，内部是含有直径3~500nm的微结晶结构，可以和各种游离基反应。炭黑的比重为1.8~1.9，颗粒状炭黑的堆比重为0.35~0.4，粉末状炭黑的堆比重为0.04~0.08。

## 製造方法

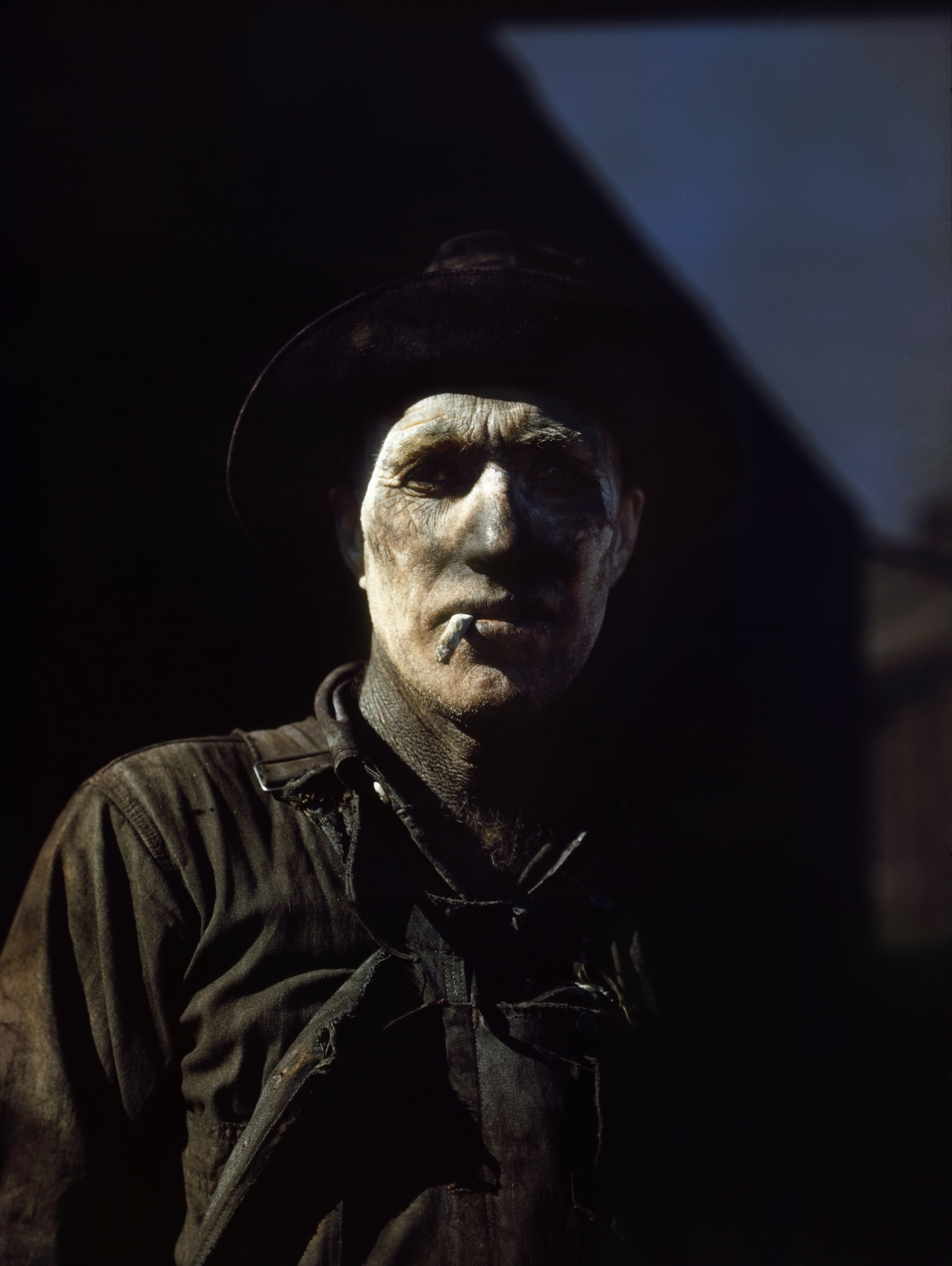
美國德克薩斯州炭黑工廠工人（攝於1942年）

關於碳煙的製造方法，可區分成「熱分解法」及「不完全燃燒法」兩大類：
| 分類         | 製法                                                                                                   | 原料             |
| ------------ | --- | ---------------- |
| 熱分解法     | 在爐中裂解成為粒徑較大之熱黑（thermal black）                                                          | 天然氣、石油     |
| 熱分解法     | 將乙炔加熱分解而得之乙炔黑（acetylene black）                                                          | 乙炔             |
| 不完全燃燒法 | 將天然氣以不完全燃燒方式加熱H型鋼，則於鋼材表面冷凝者稱為槽法碳煙（channel black）                     | 天然氣、芳香族油 |
| 不完全燃燒法 | 將石油系重質油或雜酚油送入熱爐或電弧爐內高溫燃燒而得到爐黑（furnace black），全球約95%的碳煙以此法製成 | 芳香族碳氫化合物 |
| 不完全燃燒法 | 燃燒松煙而得到燈黑（lamp black）                                                                       | 松脂、動物油     |

其中不完全燃燒法裡的燈黑（lamp black）最為古老，可回溯到二千年前中國以松煙製造墨。由於爐黑（furnace black）的生產效率快、容易控制和具連續性，自1970年代以來，絕大部分碳煙廠採用此方法生產。一般而言，爐黑法之原料有二種：
1. 塔底油：係原油或天然氣在蒸餾塔蒸餾後，遺留在塔底未蒸發的部分。
2. 雜酚油（creosote oil）：煉鋼廠在高爐內煉鋼過程中燒結煉焦，會產生一種名為煤焦油的副產品；將煤焦油蒸餾後即得雜酚油。

以前述原料在密封反應器內燃燒，利用蒸氣或水來控制反應速率，然後會產生碳煙與尾氣，經冷卻後分離二者而得碳煙。至於尾氣含有氫氣和一氧化碳，大部分的爐黑製造廠會使用尾氣生產熱、蒸氣或電力，甚至出售尾氣給其他工廠使用。

## 加工應用
全球有67%的碳煙被用來製造輪胎，而按照ASTM 國際標準組織對橡膠用碳煙的命名，由一個英文字母與三個阿拉伯數字構成。第一個英文字母代表硫化速度，「N」表示正常，「S」則表示緩慢。而第一個阿拉伯數字代表碳煙的氮表面積範圍，第二、三個數字則代表不同的碳煙結構程度。依橡膠用碳煙之加工應用可分類如下：
| 名稱                                    | 縮寫 | ASTM標記 | 粒徑大小 （nm） | 拉力强度 （MPa） | 相對實驗磨耗 | 相對實際磨耗 |
| --------------------------------------- | ---- | -------- | --------------- | ---------------- | ------------ | ------------ |
| 超耐磨碳煙（Super Abrasion Furnace）    | SAF  | N110     | 20–25           | 25.2             | 1.35         | 1.25         |
| 超耐磨碳煙（Intermediate SAF）          | ISAF | N220     | 24–33           | 23.1             | 1.25         | 1.15         |
| 高耐磨碳煙（High Abrasion Furnace）     | HAF  | N330     | 28–36           | 22.4             | 1.00         | 1.00         |
| 易混槽法碳煙（Easy Processing Channel） | EPC  | N300     | 30–35           | 21.7             | 0.80         | 0.90         |
| 快速擠壓碳煙（Fast Extruding Furnace）  | FEF  | N550     | 39–55           | 18.2             | 0.64         | 0.72         |
| 高定伸碳煙（High Modulus Furnace）      | HMF  | N683     | 49–73           | 16.1             | 0.56         | 0.66         |
| 半補強碳煙（Semi-Reinforcing Furnace）  | SRF  | N770     | 70–96           | 14.7             | 0.48         | 0.60         |
| 細粒子熱裂法碳煙（Fine Thermal）        | FT   | N880     | 180–200         | 12.6             | 0.22         | --           |
| 中粒子熱裂法碳煙（Medium Thermal）      | MT   | N990     | 250–350         | 9.8              | 0.18         | --           |

## 顏料用途
國際色素索引編號（Colour Index International，英國漂染師與印染師學會及美國紡織化學家與染色家協會共同維護的色彩索引資料庫）為PBK-7的碳黑色是一種常見的黑色顏料，傳統上來自炭化的有機物質，譬如木材或骨頭。按照碳煙的著色能力，可區分成高、中、低色素碳煙，以三個英文字母表示，前二個表示其著色能力，最後一個代表生產方法。中國傳統書寫和繪畫用到的墨條，也是使用傳統材料及方法取得碳黑製作。

## 更多阅读
- 《Handbook of Carbon, Graphite, Diamond, And Fullerenes》，作者：Hugh O. Pierson，Noyes Publications出版，1993年，ISBN 0-8155-1339-9。